# Więcław (powiat świdwiński)
Więcław (dawniej Wiesław, niem. Venzlaffshagen) – wieś w Polsce położona w województwie zachodniopomorskim, w powiecie świdwińskim, w gminie Brzeżno. Przez miejscowość przepływa niewielka rzeka Stara Rega, dopływ Regi.

## Etymologia nazwy
Nazwa wsi pochodzi od słowiańskiego imienia. Polskie źródła określają miejscowość również jako Wenczlow czy Wiesław. W dokumentach występuje ona czasem również w języku niemieckim jako Venzlaffshagen, Venzlawshagen, Ventzlaw i Ventzlafshagen. Niemiecka wersja jest połączeniem nazwy słowiańskiej oraz rzeczownika Hagen, oznaczającego krzaki, zarośla.

## Historia
Badania archeologiczne wykazały, że osadnictwo rozwijało się na tych terenach w epoce paleolitu.
Więcław jest wzmiankowany w Landbuch z 1337 roku. W tej miejscowości Dytryk von Elbe posiadał na prawie rycerskim 8 łanów ziemi.
W 1479 roku, w wyniku wojen Pomorza i Brandenburgii, wieś została spalona.
W 1486 roku margrabia Johan wydzierżawił Więcław wraz z młynem i jeziorem staroście Christianowi von Polentz.
W 1503 roku sołtysem wsi był Hiutz Langrbecker.
W 1518 roku właścicielem miejscowości został Georg z Nowogardu.
W XVI XVII wieku mieszkańców wsi dotknęła epidemia dżumy.
W 1899 roku wybudowano kościół ewangelicki w stylu neogotyckim, w XIX wieku powstał także cmentarz ewangelicki.
W 1939 roku Więcław zamieszkiwany był przez 229 osób rozmieszczonych w 54 domostwach. Istniały również 44 gospodarstwa rolne, szkoła oraz warsztaty rzemieślnicze, m.in. kowalski, stolarski i szewski. Wydobywano tu glinę, piasek, torf i żwir.
W marcu 1945 roku do miejscowości wkroczyły oddziały Armii Czerwonej.